# John Lyons (Politiker, 1977)

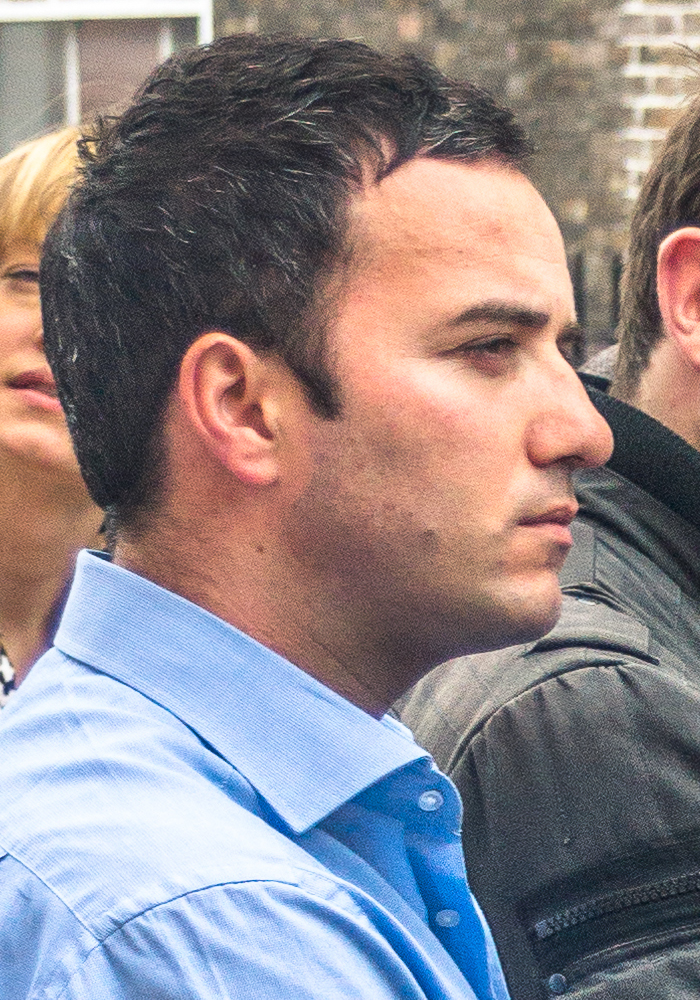
John Lyons

John Lyons (* 3. Juni 1977 in Ballymun, Dublin) ist ein irischer Lehrer und Politiker der Irish Labour Party.

## Leben
Lyons studierte Pädagogik an der Maynooth University und am Trinity College Dublin und ist als Lehrer in Irland tätig. Lyons war von Februar 2011 bis Februar 2016 Abgeordneter in der Dáil Éireann. Lyons outete sich als homosexuell.